# Emil Heinrich Snethlage
Emil Heinrich Wilhelm Rotger Snethlage (Bremerhaven, 31 de agosto de 1897 – Potsdam, 25 de novembro de 1939) foi um etnólogo, botânico e ornitólogo alemão. Realizou duas expedições científicas no Brasil. A primeira no Nordeste, entre 1923-1926, como ornitólogo; a segunda entre 1933-1935, como etnólogo.

## Primeiros anos
Era sobrinho e afilhado de Emilie Snethlage, tornou-se pesquisador devido à trajetória de sua tia, que foi sua inspiração profissional. Desde criança as histórias, as cartas e os presentes da tia aguçavam sua fantasia. Durante a infância e a juventude, Emil Heinrich (EHS) viveu em diversas cidades da Prússia o que foi ocasionado pelas constantes mudanças de posto de trabalho de seu pai inquieto. Os primeiros ensinamentos de botânica foram repassados por seu pai, ainda em sua infância. Em 1919 EHS concluiu o ensino médio, a distância, isso lhe permitiu dar início às suas atividades acadêmicas.

## Educação
Quando jovem decidiu pela formação acadêmica em ciências naturais, a fim de assegurar os conhecimentos necessários para a carreira de “pesquisador-viajante”. Por sugestão de Emilie, o sobrinho optou por estudar botânica, a época intitulado curso de Ciências Naturais, que cursou em: Friburgo, Kiel e concluiu seus estudos em Berlim. Sua tese de doutorado, concluída em março de 1923, Berlim, discorreu sobre as cecrópias (embaúba), árvore tropical que vive em simbiose com as formigas. Foi intitulada Beiträge zur Kenntnis der Gattung Cecropia und ihrer Beziehungen zu den übrigen Conocephaloideen [Contribuições para o conhecimento do gênero Cecrópia e suas relações com as demais Conocefalóides].
Casou-se em 12 de setembro de 1931, Potsdam, com a Dra. Anneliese, nascida Streichhan, historiadora da arte.

## Expedições

### Expedição no Nordeste do Brasil (1923 – 1926)
Com apenas 25 anos EHS deu início à sua primeira expedição de pesquisa no Brasil. Como ele descreve em seus relatórios essa se concretizou apenas devido ao intermédio de sua tia, a ornitóloga Dra. Emilie Snethlage. Entre julho de 1923 e fevereiro de 1924, EHS realizou o trabalho de campo pelo estado do Maranhão em companhia da tia. Nesses cerca de nove meses que viajaram juntos Emil Heinrich e Emilie estiveram em São Luís, especificamente no então povoado Anil, depois seguiram para São Bento, Turiaçu, Alto da Alegria e a Ilha Mangunça. Além de ensinar o sobrinho a Dra. Emilie também efetuou os contatos necessários para que ele pudesse prosseguir sua carreira.
Em março de 1924 Emil Heinrich obteve a confirmação (Snethlage: 1927:459) de Charles E. Hellmayr, recém-empossado Diretor do Departamento de Ornitologia do Museu Field de História Natural (Chicago - Estados Unidos) de que sua coleção seria adquirida pelo museu. Foi o início de uma grande viagem de pesquisa, sozinho, pelos estados do Maranhão, Ceará, Piauí e Tocantins para a formação de uma coleção para o museu. Ela prosseguiu até abril de 1926. O acervo do pesquisador contém artigos e fotografias sobre essa expedição.
Nessa expedição EHS formou uma coleção de cerca de 2 mil peles de aves, oriunda de 13 ambientes vegetais como a caatinga, o cerrado, tesos, carrascos, campos de várzea etc. Em suas análises ele sistematizou, em tabelas, as informações de 449 espécies com a apresentação de dados de sua ocorrência nos respectivos ambientes vegetais, assim como sobre a biologia reprodutiva para um conjunto expressivo dessas espécies. O material foi incorporado às coleções do Museu Field de Chicago. (Snethlage, 1928: n. 3; Pacheco, 2004:218). A descrição completa dessas informações foi publicada na Alemanha em três fascículos da revista Journal für Ornithologie (Jornal para Ornitologia) entre 1927 e 1928. Em 1929 Charles Hellmayr publicou uma monografia abrangente sobre essa coleção de aves do Nordeste.
Na monografia publicada por Hellmayr (1929a:239-240) há uma descrição detalhada do roteiro da expedição com a citação das datas de permanência e as localidades visitadas por EHS:
- Maranhão: Ilha de Mangunça, São Luís, Rosário, Itapecuru Mirim, Codó, estação de trem de Cocos, zona rural desse município. Pedreiras, Barra do Corda, Grajaú, Queimadas (às margens do rio Grajaú), Vitória do Mearim, Arari, São Francisco do Maranhão, Alto Parnaíba, Carolina.
- Ceará: Camocim, Serra de Ibiapaba (localizada na divisa entre o Ceará e o Piauí, município de Crateús), Arara, Várzea Formosa, município de Ipueiras, Sobral e Camocim.
- Piauí: Teresina, Amarante, Floriano, Uruçuí e Inhuma.
- Tocantins: Pedro Afonso e Filadélfia. No início de abril de 1926 retornou a Belém passando por São Pedro de Alcobaça, no Pará, hoje Tucuruí. Na época o lugar era uma estação de tráfego de barcos a vapor no rio Tocantins.

A segunda publicação a respeito da expedição foi realizada em 1931, na Zeitschrift für Ethnologie (Revista para Etnologia), e contém as observações etnológicas relativas aos índios que visitou ao longo de sua viagem: Timbira, Guajajara e Apinajé.
- Timbira[nota 2] – localizados a aproximadamente 150 km de Barra do Corda, na cabeceira do rio Corda. Note-se que o povo Timbira é subdividido em diversos grupos étnicos. Ele esteve na aldeia Ponto, dos índios Canela, com os quais conviveu. Apesar de na época esses já terem tido contato com a cultura não indígena, eles ainda preservavam seus traços culturais e haviam sido pouco estudados. Em um trecho de sua viagem, quando retornava a São Luís, pelo rio Grajaú, constatou a existência de diversas aldeias Guajajaras e de outros povos Timbira como os Gaviões e os Canela. Sua estimativa era de que do Nordeste brasileiro até o rio Xingu deveria haver mais de cinco mil índios dos povos Timbira (Snethlage 1931:142).
- Guajajara - A caminho de Grajaú EHS esteve com os índios Guajajara que, segundo suas informações, viviam reclusos em uma zona de floresta. De acordo com suas estatísticas a população desse grupo foi estimada em 1500 índios que viviam espalhados nas regiões do rio Mearim e do rio Grajaú (Snethlage 1931:119).
- Apinajé - Entre dezembro de 1925 e março de 1926 o pesquisador esteve no povoado de Santo Antônio. Em suas redondezas pôde visitar os Apinajé, que estavam reconstruindo uma de suas aldeias. Segundo ele há três anos haviam estado em guerra entre eles mesmos e contra os índios Krahô.

Em 1931 ele faz um relato resumido da expedição e apresenta suas análises etnológicas, assim como algumas fotos e listas de palavras que ele mesmo coletou.

### Expedição na região do Guaporé, fronteira Brasil-Bolívia (1933 – 1935)
Na década de 1930 a região do vale do rio Guaporé era pouco conhecida sob o ponto de vista etnográfico, apesar de, no início do século XX haver sido visitada pelo Marechal Rondon e por pesquisadores como Erland Nordenskiöld, Percy Fawcett e John Haseman.
Entre 1933 – 1935 Emil Heinrich Snethlage realizou a expedição no vale do rio Guaporé, a serviço do Museu Etnológico de Berlim. Os recursos para essa pesquisa foram oriundos da Arthur Baessler-Stiftung (Fundação Arthur Baessler), que financiou expedições etnográficas para a formação de coleções da cultura material de diversos povos.
Durante a expedição o pesquisador foi o primeiro não índio a fazer contato amigável com os índios Moré-Itoreauhip, que viviam na margem boliviana do rio Guaporé. Ele também visitou os índios Chiquitano, Abitana-Wanyam (Miguelenos), Makurap, Djeoromitxí, Arikapú, Wayurú, Tupari, Aruá, Kumaná, Pauserna, Amniapé e Guaratégaya. Além dos registros escritos ele efetuou a gravação de um filme documentário mudo, tirou fotos e fez gravações sonoras por meio de um fonógrafo. Essas gravações são reconhecidas pela pela Organização das Nações Unidas para a Educação, a Ciência e a Cultura (Unesco) como patrimônio histórico da humanidade; integrada à documentação do Programa Registro da Memória Mundial.
A extensão, a riqueza e a qualidade das informações registradas por Snethlage se devem à sua perseverança e abnegação, a qual foi reconhecida por outros pesquisadores de sua época, como o etnólogo Hans Nevermann (1940): „Essa expedição foi realizada com os recursos mais simples, seu pleno sucesso se deveu, sobretudo à abnegação pessoal de Emil Heinrich Snethlage e à sua bondade humana, que rapidamente conquistou o coração dos indígenas.”
Nos quatro anos que se seguiram ao retorno de sua segunda expedição científica EHS produziu diversos trabalhos, paralelamente às suas atividades do Museu Etnológico de Berlim. Em 1935, publicou um artigo na Revista para Etnologia a respeito dos índios Pauserna-Guarayú, Sirionó e São Simonianos; escreveu um livreto com informações resumidas da expedição, material que acompanhou a única exposição de sua coleção de objetos da cultura material realizada até os dias de hoje, no Museu Etnológico de Berlim (15 de agosto a 15 de novembro 1935). O texto foi reeditado e passou a acompanhar o filme mudo produzido durante a viagem, intitulado “Culturas Indígenas da Fronteira Bolívia-Brasil”, publicado em 1936 pelo Reichsanstalt für Film und Bild in Wissenschaft und Unterricht (RWU). No mesmo ano EHS fez uma apresentação a respeito dos resultados parciais de suas pesquisas no “II Encontro da Sociedade de Etnologia, Leipzig”. Em 1937 publicou o livro popular-científico Atiko y com relatos de sua viagem. Em 1939, pouco antes de seu falecimento, foi publicado um estudo abrangente a respeito dos instrumentos musicais da região do Guaporé.
Nesta expedição EHS, ainda que como atividade secundária, formou uma coleção de pássaros da região do Guaporé a qual, aparentemente, ele pretendia analisar em algum estudo, tendo em vista que ao longo dos cadernos de campo, por diversas vezes, citou a atividade de coleta de aves e o nome do ornitólogo Erwin Streseman. Na página 1040 dos cadernos de campo comenta o seguinte, ao preparar a carga da coleção para envio à Alemanha: “As caixas “EHS 22-28” estão prontas. “EHS 20” contém as aves endereçadas a Stresemann.” No necrológio redigido por Streseman (1940:616) ele escreve: “No Guaporé ele também permaneceu fiel à ornitologia, apesar de não serem muitas as peles de ave, que ele pôde coletar, mas elas são originárias de uma terra incógnita. Dr. Snethlage faleceu antes que pudesse finalizar a análise desse trabalho. Outra pessoa o fará em seu favor, um dos muitos que lamentam o falecimento do companheiro (...).

## Falecimento
O seu falecimento precoce, aos 42 anos, ocorreu em consequência de complicações de um ferimento ocasionado por um exercício militar naval, pouco antes do início da Segunda Guerra Mundial. Durante um treinamento da marinha alemã, Emil Heinrich recebeu um golpe na parte inferior da perna, que provocou uma trombose no membro. Ao retornar às atividades cotidianas no Museu Etnológico de Berlim, o coágulo migrou, o pesquisador sofreu uma embolia pulmonar e permaneceu internado no hospital por seis semanas. Sua morte interrompeu os planos de publicação dos estudos realizados na expedição científica ao vale do rio Guaporé. Segundo Hans Nevermann, que também era etnólogo, colega de Emil Heinrich no Museu Etnológico, antes de ser recrutado para o serviço militar ele havia alcançado o auge do seu trabalho e se dedicava a temas mais amplos.

## Publicações
No final dos anos 1920 e início dos anos 1930 EHS publicou, na Alemanha, artigos relevantes com relação às suas pesquisas ornitológicas e etnológicas no Nordeste do Brasil.
Entre 1935 e 1939 ele fez diversas publicações relativas à Expedição do Guaporé. Esses registros são o único documento científico sobre essa região no que concerne os povos indígenas, a fauna, a flora e os indícios arqueológicos realizados entre as décadas de 1930 a 1950.
- Snethlage, Emil Heinrich. Neue Arten Der Gattung Cecropia Nebst Beiträgen Zu Ihrer Synonymik. Notizblatt Des Königl. Botanischen Gartens Und Museums Zu Berlin, v. 8, n. 75, pp. 357–369, 1923.
- Snethlage, Emil Heinrich. Meine Reise durch Nordostbrasilien I [Minha Viagem através Nordeste do Brasil I]. Journal für Ornithologie, v.75, n. 3, 1927, pp. 453-484.
- Snethlage, Emil Heinrich. Meine Reise durch Nordostbrasilien II [Minha Viagem através Nordeste do Brasil II]. Journal für Ornithologie, v. 76, n. 3, 1928, pp. 503-581.
- Snethlage, Emil Heinrich. Meine Reise durch Nordostbrasilien III [Minha Viagem através Nordeste do Brasil III]. Journal für Ornithologie, v. 76, n. 4, 1928, pp. 668-738.
- Snethlage, Emil Heinrich. Dr. Emilie Snethlage zum Gedächtnis [À memória da Dra. Emilie Snethlage]. Journal für Ornithologie, 78, n.1, 1930, pp. 123-134.
- Snethlage, Emil Heinrich. s.d. Häuptling Tataru: Aus dem Leben eines Wayoro-Indianers. Spannende Geschichten, 30. Gütersloh: Bertelsmann
- Snethlage, Emil Heinrich. Unter nordostbrasilianischen Indianern [Entre Índios do Nordeste Brasileiro]. Zeitschrift für Ethnologie, v. 62, 1931, pp. 111-205.
- Snethlage, Emil Heinrich. Worte und Texte der Tembé-indianer, aufgezeichnet von Cyriaco Baptista (Tembé). Revista del Instituto de Etnología de la Universidad Nacional de Tucumán, tomo II, 1932, pp. 347-393.
- Snethlage, Emil Heinrich. Indianerkulturen aus dem Grenzgebiet Bolivien-Brasilien. Ergebnisse der Forschungsreise Dr. E. Heinrich Snethlage 1933–1934 [Culturas Indígenas da Região de Fronteira Bolívia-Brasil. Resultados da expedição do Dr. E. Heinrich Snethlage]. Berlin: Staatliches Museum für Völkerkunde, 1935.
- Snethlage, Emil Heinrich. Nachrichten über die Pauserna-Guarayú, die Siriono am Rio Baures und die S. Simonianes in der Nähe der Serra S. Simon [Notícias sobre os Pauserna-Guarayu, os Sirionó do rio Baures e dos São-simonianos das proximidades da Serra São Simão]. Zeitschrift für Ethnologie, v. 67, 1935, pp. 278-293.
- Snethlage, Emil Heinrich. Übersicht über die Indianer des Guaporé Gebietes [Síntese sobre os Povos Indígenas da Região do Guaporé]. Tagungsberichte der Gesellschaft für Völkerkunde, Bericht über die 2. Tagung von 1936 in Leipzig, 1937, pp. 172–180.
- Snethlage, Emil Heinrich. Indianerkulturen aus dem Grenzgebiet Bolivien-Brasilien. Ergebnisse der Forschungsreise 1933–1935 [Culturas Indígenas da Região de Fronteira Bolívia-Brasil. Resultados da expedição 1933-1935]. Berlin: Reichsstelle für den Unterrichtsfilm, 1936.
- Snethlage, Emil Heinrich. Atiko y. Meine Erlebnisse bei den Indianern des Guaporé [Atiko y. Minhas Vivências entre os Indígenas do Guaporé]. Berlin: Klinkhardt & Biermann, 1937. 179 páginas com 66 ilustrações.
- Snethlage, Emil Heinrich. Musikinstrumente der Indianer des Guaporégebietes [Instrumentos Musicais dos Indígenas da Região do Guaporé]. (Baessler-Archiv, Suplemento 10.) Berlin: Dietrich Reimer / Andrews & Steiner, 1939.
- Snethlage, Emil Heinrich. Die Guaporé Expedition (1933-1935): Ein Forschungstagebuch [A expedição Guaporé (1933-1935): um diário de pesquisa]. (Organizado por Rotger SNETHLAGE, Alhard-Mauritz SNETHLAGE, Gleice MERE). Köln / Weimar / Wien: Böhlau Verlag, 2016.
- Snethlage, Emil Heinrich. A Expedição do Guaporé (1933-1935): cadernos de campo, publicações e acervo. (organizado por: Gleice MERE, Rotger SNETHLAGE, Alhard-Mauritz SNETHLAGE). Belém: MPEG, 2021.